# Les Pouvoirs extraordinaires du corps humain
Les Pouvoirs extraordinaires du corps humain est une série documentaire française diffusée du 20 novembre 2012 au 20 juillet 2023 sur France 2, et présentée par Michel Cymes et Adriana Karembeu.

## Concept
La mannequin Adriana Karembeu et le médecin Michel Cymes explorent les pouvoirs extraordinaires du corps humain et éprouvent, démonstrations à l'appui, leurs capacités dans diverses situations extrêmes.
Ils partent à la rencontre d'experts sur le sujet de l'émission ainsi que de personnalités qui ont repoussé les limites de leurs corps ou de leurs cerveaux à force d'entraînement.

## Historique
Initialement, le programme est conçu comme une série de magazines dont Adriana Karembeu serait le fil rouge. À chaque émission, elle devait être accompagnée d'un expert, comme le médecin Michel Cymes pour la première émission sur le corps humain et ses limites. Mais comme le duo s'entend très bien, il est décidé de les garder tous les deux à la présentation d'autres numéros.
Le 20 mars 2012, le tournage de la deuxième émission débute au Muséum national d'histoire naturelle et il continue du 2 au 8 avril en Tanzanie.
En janvier 2014, la quatrième émission est tournée dans le Sud-Ouest de la France. Une séquence est tournée les 3 et 4 février à Bordeaux.
Le 25 février 2015, un livre sur le sujet de la quatrième émission parait : Les Pouvoirs du corps humain : Dans la peau des premiers hommes. Mettant en scène les deux présentateurs, il est écrit par un collectif de journalistes et chercheurs,.
En octobre 2015, l'équipe tourne une nouvelle émission à Tolède en Espagne.

## Fiche technique
|                                                                                           |  |  |
| Les présentateurs de l'émission : Michel Cymes (à gauche) et Adriana Karembeu (à droite). |  |  |

- Auteurs : Peggy Olmi, Sandie Keignaert, Tatiana Vincent, Cynthia Laboureau, Madeleine Zbinden, Kristina Stankovic, Cécile Guéry-Riquier
- Réalisateur : Stéphane Gillot
- Unité magazines : Nathalie Darrigrand, Caroline Dumont et Renaud Allilaire
- Présentateurs : Michel Cymes et Adriana Karembeu
- Intervenants : Emmanuelle Lecornet-Sokol et Caroline Balma-Chaminadour, Docteur Dominique Servant, Dr Pierre Nys, Virginie Boutin, Fabienne Broucaret, Dr Pierre Lemarquis, Dr Vincent Renaud, Véronique Liesse, Marine Jobert, François Veillerette, Gilbert Bou-Jaoudé, Docteur Boris Hansel
- Voix off : Hervé Lacroix (1re émission), Frédéric Courraud (2e émission), Peggy Olmi (depuis la 3e émission)
- Productrice : Peggy Olmi[8]
- Sociétés de production : Elephant & Cie, Pulsations puis 17 juin média, avec la participation de France Télévisions
- Pays d'origine :  France
- Langue : Français
- Chaîne : France 2
- Première diffusion : 20 novembre 2012
- Nombre de saisons et d'épisodes : Saison 5[9] - 20 épisodes
- Durée : 1 h 40 - 2 h (100 minutes - 120 minutes)

## Liste des émissions
| Épisode | Date de diffusion  | Titre                                                                                         | Pays visités      | Audience                     | Audience | Références |
| Épisode | Date de diffusion  | Titre                                                                                         | Pays visités      | en Million de Téléspectateur | PDM      | Références |
| ------- | ------------------ | --------------------------------------------------------------------------------------------- | ----------------- | ---------------------------- | -------- | ---------- |
| 1       | 20 novembre 2012   | Repousser ses limites                                                                         | France            | 3 430 000                    | 12,7 %   | ,          |
| 2       | 21 mai 2013        | Retrouver l'animal qui est en nous                                                            | Tanzanie          | 3 990 000                    | 14,8 %   | ,          |
| 3       | 29 octobre 2013    | Face à la nature, ils défient les quatre éléments                                             | France            | 2 390 000                    | 9,0 %    | ,          |
| 4       | 6 mai 2014         | Prendre le pouvoir sur son corps                                                              | France            | 3 490 000                    | 14,3 %   | ,          |
| 5       | 16 septembre 2014  | Les pouvoirs extraordinaires de notre cerveau                                                 | États-Unis        | 4 020 000                    | 17,0 %   | ,          |
| 6       | 10 mars 2015       | Dans la peau des premiers hommes                                                              | France            | 3 440 000                    | 14,1 %   | ,          |
| 7       | 17 mars 2015       | Hommes/Femmes : la vérité sur nos différences                                                 | France            | 3 220 000                    | 13,0 %   | ,          |
| 8       | 27 octobre 2015    | Les pouvoirs insoupçonnés de notre alimentation                                               | Japon             | 3 790 000                    | 15,0 %   | ,          |
| 9       | 8 décembre 2015    | Les incroyables pouvoirs de nos muscles                                                       | France            | 3 450 000                    | 13,6 %   | ,          |
| 10      | 16 février 2016    | Les super-pouvoirs de notre cerveau                                                           | France Espagne    | 2 510 000                    | 9,6 %    | ,          |
| 11      | 23 février 2016    | Les secrets de nos 5 sens                                                                     | Inde              | 2 820 000                    | 11,1 %   | ,          |
| 12      | 5 août 2016        | Spéciale JO : dans la peau de nos plus grands champions                                       | France            | 2 640 000                    | 14,5 %   | ,          |
| 13      | 4 octobre 2016     | Les pouvoirs extraordinaires des animaux                                                      | Australie         | 3 280 000                    | 13,9 %   | ,          |
| 14      | 7 mars 2017        | Les médecines complémentaires                                                                 | Chine             | 3 520 000                    | 14,9 %   | ,          |
| 15      | 11 avril 2017      | Les super-pouvoirs des enfants                                                                | France            | 1 870 000                    | 8,1 %    | ,          |
| 16      | 3 octobre 2017     | Hommes/Animaux : nos relations, nos points communs, nos différences                           | Namibie           | 2 290 000                    | 10 %     | ,          |
| 17      | 20 février 2018    | Comment passer l'hiver en pleine forme et en bonne santé ?                                    | Finlande          | 2 520 000                    | 11,3 %   | ,          |
| 18      | 6 mars 2018        | Ce ventre qui nous dirige                                                                     | France            | 3 430 000                    | 14,6 %   | [ 44 ]     |
| 19      | 4 septembre 2018   | Les supers-pouvoirs de nos héros préférés                                                     | France            | 1 530 000                    | 7,7 %    | [ 45 ]     |
| 20      | 20 novembre 2018   | Vieillir jeune : comment vivre jusqu'à 120 ans ?                                              | France            | 2 580 000                    | 12,3 %   | [ 46 ]     |
| 21      | 16 juillet 2019    | Comment bien prendre soin de notre peau ?                                                     | Maroc             | 2 470 000                    | 14,1 %   | [ 47 ]     |
| 22      | 3 septembre 2019   | Foie, reins, intestins : comment les protéger pour une meilleure santé ?                      | France            | 2 970 000                    | 15,1 %   | [ 48 ]     |
| 23      | 29 octobre 2019    | Fruits, légumes, plantes : cette nature qui nous fait du bien !                               | France            | 1 690 000                    | 7,8 %    | [ 49 ]     |
| 24      | 7 janvier 2020     | Les pouvoirs de l'amour                                                                       |                   | 2 010 000                    | 9,8 %    | [ 50 ]     |
| 25      | 16 juin 2020       | Tout pour prévenir et soulager le mal de dos                                                  | France Allemagne  | 2 970 000                    | 13,1 %   | [ 51 ]     |
| 26      | 1er septembre 2020 | Poids, stress, libido... - les secrets de nos hormones                                        |                   | 2 100 000                    | 9,8 %    | [ 52 ]     |
| 27      | 5 janvier 2021     | Fatigue, insomnies, ronflements : comment mieux dormir ?                                      | France            | 2 500 000                    | 11,5 %   | [ 53 ]     |
| 28      | 2 mars 2021        | Mémoire, concentration, anti-stress : comment stimuler notre cerveau ?                        |                   | 2 020 000                    | 9,6 %    | [ 54 ]     |
| 29      | 27 avril 2021      | Tout sur les mystères du goût et de l'odorat                                                  | France            | 1 880 000                    | 8,3 %    | [ 55 ]     |
| 30      | 31 août 2021       | Les mystères de nos gènes, les secrets de notre longévité                                     | France            | 1 890 000                    | 8,4 %    | [ 56 ]     |
| 31      | 28 septembre 2021  | Tabac, alcool, sucre, écrans : comment se débarrasser des addictions ?                        | États-Unis France | 1 380 000                    | 6,6 %    | [ 57 ]     |
| 32      | 19 octobre 2021    | Arthrose, ostéoporose : comment avoir des os en bonne santé ?                                 |                   | 1 910 000                    | 9,2 %    | [ 58 ]     |
| 33      | 12 juillet 2022    | Désirs et plaisirs féminins : la nouvelle révolution sexuelle déconseillé aux moins de 10 ans | France Espagne    | 1 550 000                    | 9,5 %    | [ 59 ]     |
| 34      | 19 juillet 2022    | Guérisons inexpliquées : les pouvoirs de l'esprit sur le corps                                |                   | 1 910 000                    | 11,3 %   | [ 60 ]     |
| 35      | 26 juillet 2022    | Voyage aux frontières de la conscience                                                        |                   | 1 770 000                    | 11 %     | [ 61 ]     |
| 36      | 6 juillet 2023     | Maux de ventre, dépression, cancers : la révolution du microbiote                             |                   | 1 960 000                    | 11,1 %   | [ 62 ]     |
| 37      | 13 juillet 2023    | Demain, tous immortels ?                                                                      | France États-Unis | 1 350 000                    | 9,2 %    | [ 63 ]     |
| 38      | 20 juillet 2023    | En finir avec la douleur !                                                                    |                   | 1 550 000                    | 9,5 %    | [ 64 ]     |

Légende :
- Les plus hauts chiffres d'audience
- Les plus bas chiffres d'audience

## Accueil
Les quinze premiers épisodes sont suivis en moyenne par 3,19 millions de téléspectateurs, soit 13,0 % du public. Le cinquième épisode diffusé le 16 septembre 2014, Les pouvoirs extraordinaires de notre cerveau, a réalisé le meilleur score en attirant 4,02 millions de français, soit 17,0 % de part d'audience, tandis que le quinzième épisode diffusé le 11 avril 2017, Les super pouvoirs des enfants, a réalisé le pire score avec seulement 1,87 million de téléspectateurs, soit 8,1 % de part de marché.

## Controverses sur la véracité de certaines affirmations
Lors d'un épisode (datant d'octobre 2019 mais plusieurs fois rediffusé) de l'émission Les pouvoirs extraordinaires du corps humain sur France 2, intitulé « Fruits, légumes, plantes : cette nature qui nous fait du bien ! », Michel Cymes et sa coanimatrice Adriana Karembeu expérimentent la sylvothérapie, une pseudomédecine censée guérir le corps à l'aide du pouvoir de la forêt, qui consiste à enlacer les troncs d'arbre ou s'y adosser pour baisser sa fréquence cardiaque et donc réduire son stress, un extrait de l'émission précisant qu'elle est « considérée au Japon comme « une médecine qui permet de vivre plus longtemps » », sans préciser que cette pratique n'est appuyée par aucune preuve scientifique (la seule étude brandie par les promoteurs de cette technique a été menée sur un échantillon de seulement 12 personnes et ne présente aucun effet probant). 
À la suite de cette diffusion, de nombreux internautes s'indignent qu'il promeuve cette « pseudoscience » alors qu'il s'est publiquement positionné contre le traitement de l'hydroxychloroquine du professeur Didier Raoult dans la lutte contre le Covid-19 au nom de la médecine basée sur les faits.
Dans Les Pouvoirs extraordinaires du corps humain, Michel Cymes reprend un certain nombre de théories infondées mais populaires sur certains réseaux sociaux : 
- le jardinage augmenterait la taille des télomères et permettrait de vivre plus longtemps (théorie inventée de toutes pièces par l'influenceur et homme d'affaires américain Deepak Chopra sans la moindre preuve scientifique)[68]
- le vieillissement cellulaire serait essentiellement dû aux radicaux libres qui feraient « rouiller » les cellules (une théorie populaire chez toutes sortes de charlatans mais sans aucun fondement scientifique)[69]
- la musique aiderait les plantes à pousser (théorie de la « Protéodie », défendue par quelques promoteurs mais qui n'a pas encore démontré d'effet probant)[70]
- les huiles essentielles seraient plus efficaces que les antibiotiques (affirmation complètement infondée sur le plan médical, d'autant plus que les huiles essentielles bactéricides ont généralement des effets secondaires bien plus préoccupants et moins maîtrisés que les antibiotiques)[71]

## Produits dérivés

### Livre
- Antoine Balzeau, Adrien Denèle, Simon Devos, Oriane Dioux, Ronan Rousseau et Laure Roussel, Les Pouvoirs du corps humain : Dans la peau des premiers hommes, Paris, Éditions du Chêne, 25 février 2015, 255 p. (ISBN 978-2-81231-170-3, BNF 44401651)[5],[6].